# Cornerback

Typische Aufstellung im American Football mit den Cornerbacks an den Außenseiten

Cornerback ist der Name einer Position im American Football und Canadian Football in der Defense einer Mannschaft.
Cornerbacks besetzen die Außenseiten und verteidigen gegen die gegnerischen Wide Receiver und andere mögliche Passempfänger entweder in direkter Manndeckung oder gemeinsam mit den restlichen Defensive Backs in einer Zonenverteidigung, die den Raum aufteilt und einzelnen Spielern bestimmte Zonen, die es zu verteidigen gilt, zuweist (Flat-, Short- oder Deepzone). Ebenso müssen sie gegnerische Laufspielzüge auf den Außenseiten aufhalten können. 
Aufgrund seiner Aufgabe, das gegnerische Passspiel zu unterbinden, muss ein Cornerback den Spielzug ähnlich wie ein Safety lesen können; ebenso wichtig ist Schnelligkeit, um mit den gegnerischen Wide Receivern mithalten zu können. Nicht zuletzt wegen des durch den Helm eingeschränkten Sichtfeldes ist es für den Cornerback schwierig, den Receiver zu verfolgen, dessen Richtungsänderungen und gleichzeitig den Ball und das restliche Spiel zu beobachten.
Eine beliebte Technik von Cornerbacks ist die sogenannte Bump and Run Coverage (dt.: Stoß-und-Renn-Deckung). Hierbei nutzen Cornerbacks aus, dass sie ihrem gegnerischen Wide Receiver innerhalb der ersten fünf Yards einen Stoß geben dürfen, um seinen Laufweg zu stören. Nach dem Stoß rennt der Cornerback seinem Gegenspieler wie gewohnt nach oder verteidigt seine Zone. Ein gut ausgeführter Bump and Run zwingt den Wide Receiver zu ungenauen Laufrouten, was für den Cornerback die Chance auf einen unvollständigen Pass des Quarterbacks oder gar eine Interception erhöht. Daher muss ein Cornerback nicht nur schnell sein, sondern auch über eine gewisse Physis verfügen, um einen anstürmenden Wide Receiver mit einem starken Stoß aus dem Gleichgewicht zu bringen. Als Pioniere dieser Technik gelten Willie Brown und Mel Blount.
Cornerback ist in der modernen National Football League die Position mit der geringsten Diversität. Zwischen der Saison 1997 und der Saison 2016 spielten nur sieben weiße Spieler auf der Position des Cornerbacks in einem Regular-Season-Spiel, darunter auch der hauptsächlich Wide Receiver spielende Mike Furrey. Zuletzt spielte in der Saison 2002 mit Jason Sehorn ein Weißer als Starting-Cornerback.